# Gen Urobuchi
Gen Urobuchi (虚淵 玄, Urobuchi Gen) est un scénariste et écrivain japonais né le 20 décembre 1972.

## Œuvres

### Tokusatsu
2013
- Kamen Rider Gaim

### Visual Novel
2007
- Outlaw Django - zoku: satsuriku no Django

2003
- Saya no Uta
- Joker no monshô

2002
- Kikokugai: the cyber slayer

2001
- Vampirdzhija Vjedogonia

2000
- Phantom of Inferno

### Light novel

#### Fate/Zero
- 29 décembre 2007 : Fate/Zero 4  (ISBN 4-06-138908-4)
- 27 juillet 2007 : Fate/Zero 3  (ISBN 4-06-138906-8)
- 31 mars 2007 : Fate/Zero 2  (ISBN 4-06-138904-1)
- 29 décembre 2006 : Fate/Zero 1  (ISBN 4-06-138903-3)

#### Eisen Flügel
- Eisen Flügel 2  (ISBN 4-09-451180-6)
- Eisen Flügel  (ISBN 4-09-451146-6)

#### Black Lagoon
- Black Lagoon 2  (ISBN 4-09-451249-7)
- Black Lagoon  (ISBN 4-09-451079-6)

#### Kin no hitomi to tetsu no ken
- Kin no hitomi to tetsu no ken (金の瞳と鉄の剣?)  (ISBN 4-06-138802-9)

#### Hakubō no dendōshi
- Hakubō no dendōshi (白貌の伝道師?)  (ISBN 978-4-06-138824-6)

### Anime
En tant que scénariste
2016
- Thunderbolt Fantasy  (série de wuxiapian réalisée au moyen de marionnettes à gaine chinoises)

2015
- Aldnoah.Zero (Saison 2)
- Gunslinger Stratos

2014
- Aldnoah.Zero (Saison 1)
- Rakuen Tsuihou: Expelled from Paradise

2013
- Suisei no Gargantia

2012
- Fate/Zero (Saison 2)
- Psycho-Pass

2011
- Puella Magi Madoka Magica
- Fate/Zero (Saison 1)

2009
- Phantom: Requiem for the Phantom

2008
- Blassreiter

2004
- Phantom - the animation (OAV)